# アニメソングリクエスト
『アニメソングリクエスト』は、東海ラジオの東海ローカルラジオ番組（アニラジ）である。2011年7月開始の『アニミュ～☆』（星マークは読まない）についても本項で併せて述べる。

## アニメソングリクエスト

### 概要
1998年に『アニメソングコレクション』として開始。開始当時は番組スポンサーなしという苦しい番組運営により、過去に何度か打ち切られては復活を繰り返し、現在では特別番組として年末年始などで放送されることがある。オープニング・エンディングのBGMは、パーソナリティの村上和宏アナウンサーの趣味であるジャズの曲が使われていた。
「アニメの為に作った歌でなければアニメソングではない」という村上アナの信念のもと、「アニメの為のアニソン」をフルコーラスで流すという特徴がある。
放送終了後何年か経ってから（詳細な年度は不明）、「アニメソングメモリアル」という特別番組が放送開始。2006年には2度放送（2回目は大晦日）、2007＆2008年末（2007年は12月30日、2008年は12月28日）には、放送終了後のメンテナンスタイム（26:15～29:00）を枠として利用し放送されたが、メンテナンスタイムの放送はレギュラー放送ではないことなどからリクエストは受け付けず、村上アナがセレクションしたアニメソングを放送した。

### パーソナリティ
- 村上和宏（東海ラジオ放送アナウンサー）

### コーナー
- ★はレギュラー放送時にあったコーナー

タツノコプロ 今日の一曲★
タツノコプロ制作アニメの曲をかけるコーナー。かける前後には、その作品の紹介をする。
永井豪とダイナミックプロ 今日の一曲★
永井豪とダイナミックプロ原作アニメの曲をかけるコーナー。かける前後には、その作品の紹介をする。
君は知っているか?!★
自分が知っていて他人が知らないこと（いわゆるトリビアなこと）を紹介する。
宇宙猿人ゴリに挑戦★
タイトルの不明（覚えていない）曲を探してかける。
切捨て御免★
フルコーラス流すのが信条の番組にあって、数分残った放送時間で放送できる範囲のみアニメソングを流すというもの。
切捨て御免 復活祭★
「切捨て御免」で切り捨てられた曲をフルコーラスでかける。あまりにひどいと判断された時には翌週番組の流れの中で対応した場合もあったが、基本的にはここで対応した。不定期ではあったが、行う場合は30分まるまる使った。

### エピソード
- ある日の放送で、魔神英雄伝ワタルのオープニング『STEP』をリクエストしていたのにもかかわらず、魔神英雄伝ワタル2のオープニング『STEP BY STEP』をかけてしまった（しかも高橋由美子が歌っていたオリジナルのものでもなかった）。翌週、このことについてオープニングで謝罪し、かけ直そうと思っても東海ラジオ内に音源がなく困っていたが、「リクエストした人があまりにも忍びない」ということで番組を聞いていた別のリスナーの厚意で送ってくれたMDがあったので、それで対応した。

## アニミュ～☆
2011年7月8日開始。初期は『ガッツナイター』終了後の金曜日21:25-21:35（『Hit's Today』内）で放送（野球中継延長時は休止されたことがあった）していたが、ナイターオフ期の2011年10月から水曜日21:20-21:30に放送時間を移動させた。コンセプトは「大きなお友達な懐かしむあのアニメ（特撮含む）から小さなお友達が夢中になるアニメまで」としている。2012年3月28日終了。全31回。

### パーソナリティ
- 下岡陽子（当時:東海ラジオアナウンサー〈元富山テレビ放送（BBT）アナウンサー・岐阜放送アナウンサー〉、番組では「ようこおねいさん」としている）